# Covasna

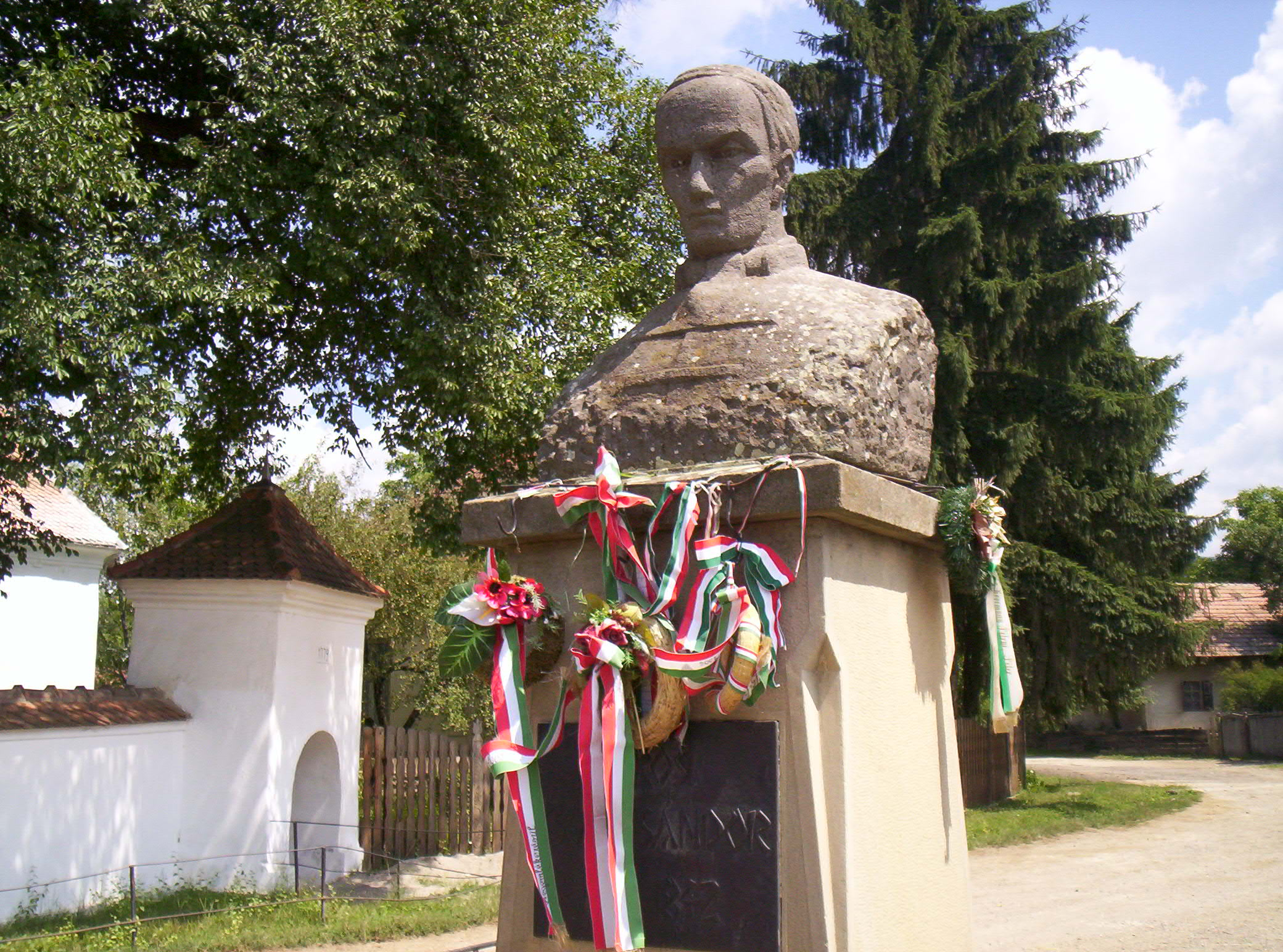
La statua di Sándor Kőrösi Csoma

Covasna  (in ungherese Kovászna,  in tedesco Kowasna) è una città della Romania di 11 511 abitanti, ubicata nel distretto omonimo, nella regione storica della Transilvania, Romania. È conosciuta per le sue acque minerali naturali e moffette.
Fa parte dell'area amministrativa anche la località di Chiuruș (Csomakőrös in ungherese).
La città è situata ad un'altitudine di 600 m ed è attraversata da un ruscello che porta lo stesso nome. La temperatura media annuale è di 7-8 °C in città e di 1 °C in collina. I due terzi della popolazione sono di etnia ungherese.
Si ha testimonianza di insediamenti risalenti all'era neolitica. Dall'inizio dell'800 si è cominciato ad utilizzare i bagni e le mofete a scopo terapeutico. Nel 1881 è iniziata la pratica di imbottigliamento delle acque minerali. Nel 1882 l'acqua di Covasna della sorgente Horgász ha ricevuto, a Trieste un riconoscimento internazionale.
Nel 1889 è nata la prima società balneo-climatica (Istituto Balneare "Stagno del Diavolo" – "Balta Dracului").

## Origine del nome
Ci sono diverse teorie sull'origine del nome della città, la più riconosciuta è che provenga dal termine slavo "kvas", che significa "amaro", in riferimento al sapore delle sorgenti di acqua minerale presenti nella città. 
Secondo Szabó Gyula (1914-1984), alcune leggende suggeriscono che il nome di Kovászna potrebbe essere il risultato di una fusione tra il nome di "Kó" e la parola "vászon" (che significa tela in ungherese), significando quindi "La tela di Kó". Le teorie suggeriscono che l'individuo di "Kó" potrebbe essere stato un cavaliere, un artigiano o addirittura l'ultimo sovrano della fortezza delle fate. 

## Demografia
Secondo il censimento del 2011, Covasna ha 10.265 abitanti, di cui 7.549 o il 66,4% sono ungheresi e 3.672 o il 32,3% sono rumeni.

Movimento demografico secondo i censimenti.

## Storia
- 1548 – Viene menzionata per la prima volta come Kowazna.
- 1567 – Viene menzionata in un documento come una località prestigiosa, con 61 case registrate.
- 1756 – Viene distrutta da un incendio.
- 1840 – Riceve il diritto di tenere il proprio mercato.
- 1880 – Covasna è prosperata come località termale dagli anni '80 del XIX secolo.
- 1837, 1856, 1885 – Il vulcano di fango Pokolsár (in rumeno: Balta Dracului (Lago del Diavolo)) erutta.
- 1889-91 – Viene costruita la ferrovia a scartamento ridotto Covasna-Comandău.
- 1952 – Covasna diventa una città. Anni '70 – Vengono costruiti diversi hotel e centri curativi a Covasna.
- 1996 – Incendio boschivo nella Valle delle Fate.
- Anni 2000 – Covasna è una città termale di importanza nazionale in Romania, con un importante ospedale cardiovascolare.

## Città gemellate
- Pápa, Ungheria
- Nagykanizsa, Ungheria
- Gyula, Ungheria
- Balatonfüred, Ungheria
- Csenger, Ungheria
- Călărași, Moldavia

## Acque minerali
Questo luogo balneo-termale unico in Europa per le proprie acque carbo-gassose, offre terapie naturali per le seguenti patologie:
- Arteriopatie – arteriopatia obliterante agli arti inferiori al primo e secondo stadio; tromboangioite di Buerger
- Cardiopatia ischemica cronica – conseguenze da infarto miocardico (il trattamento deve essere effettuato a distanza minima di sei mesi dall'episodio); angina pectoris stabile, angina da sforzo
- Ipertensione arteriosa – primo e secondo stadio, sotto controllo medico
- Affezioni venose: conseguenze da tromboflebite superficiale o profonda
- Valvulopatie – valvulopatie reumatologiche senza turbolenze cliniche emodinamiche; valvulopatie operate senza turbolenze cliniche e emodinamiche (il trattamento deve essere effettuato dopo 3 mesi dall'intervento)
- Conseguenze da incidente vascolare cerebrale
- Affezioni reumatiche
- Malattie dell'apparato locomotorio – affezioni articolari di tipo degenerativo, come l'artrosi; affezioni degenerative della colonna vertebrale; malattie croniche infiammatorie articolari o della colonna vertebrale (solo nella stagione estiva); osteoporosi; altre affezioni
- Malattie endocrine, in generale ipofunzionali
- Malattie della nutrizione, diabete, obesità, gotta
- Malattie del sistema nervoso periferico

Dotata di un'organizzata rete di alberghi e pensioni, Covasna dal 1960 gode dei servizi dell'ospedale di Cardiologia Bendek Gèza, che offre anche servizi di medicina generale e laboratorio di analisi per i turisti giunti in città per le cure balneo-termali.